# Megapodius
Megapodius je rod ptica iz porodice kokošina, kokoški. To su zdepaste ptice srednje veličine, nalik na kokoš, te imaju malenu glavu i velika stopala. Žive na području od Jugoistočne Azije do sjevera Australije, te otoka zapadnog Pacifika.
Najbolje su poznate po tome što ne inkubiraju jaja svojom tjelesnom toplinom, nego ih zakopaju. Grade opsežne nasipe od istrunule vegetacije, a mužjak dodaje i sklanja otpad kako bi regulirao unutrašnju temperaturu.

## Vrste
Rod se sastoji od dvanaest živućih i jedne izumrle vrste:
Megapodius bernsteinii
Megapodius cumingii
Megapodius decollatus
Megapodius eremita
Megapodius freycinet
Megapodius geelvinkianus
Megapodius laperouse
Megapodius layardi
Megapodius nicobariensis
Megapodius pritchardii
Megapodius reinwardt
Megapodius tenimberensis
†Megapodius molistructor

## Vanjske poveznice
- Video  Arhivirana inačica izvorne stranice od 21. rujna 2007. (Wayback Machine) na Internet Bird Collection